# Iridostoma
Iridostoma is een geslacht van vlinders van de familie stippelmotten (Yponomeutidae).

## Soorten
- I. catatella Viette, 1956
- I. diana Bradley, 1957
- I. ichthyopa Edward Meyrick, 1909